# Сан Хуан (окръг, Юта)
Вижте пояснителната страница за други значения на Сан Хуан.
Окръг Сан Хуан (на английски: San Juan County) е окръг в щата Юта, Съединени американски щати. Площта му е 20 547 km², а населението – 16 895 души (2016). Административен център е град Монтичело.

## Градове
- Бландинг